# اتنباخ
اتنباخ (به آلمانی: Altenbuch) یک شهر در آلمان است که در بایرن واقع شده‌است.

## خصوصیات
اتنباخ ۳۷٫۷۹ کیلومترمربع مساحت دارد ۲۴۰ متر بالاتر از سطح دریا واقع شده‌است.